# Aerodromul Tiraspol
Aerodromul din Tirapol este amplasat în nord-vestul (1 km) orașului Tiraspol, fiind cel mai important din regiunea separatistă din Stânga Nistrului. În 2012 o delegație a Dumei de Stat condusă Serghei Gavrilov a anunțat că aerodromul din Tiraspol va fi reconstruit în detrimentul bugetului rus, urmând ca pista să fie folosită de militarii ruși.